# Eva Gross
Eva Gross, auch Ev Gross, ist eine polnische Filmschauspielerin.

## Leben
1963 hatte Gross mit einer Folge in der Fernsehserie Hafenpolizei ihr Fernsehdebüt. Ihre erste wiederkehrende Rolle hatte sie 1966 bis 1967 in der Fernsehserie Cliff Dexter. 1971 hatte sie ihre erste Filmrolle in St. Pauli Nachrichten: Thema Nr. 1. Zuletzt trat sie 1975 in Erscheinung. Ihr Schaffen umfasst rund zwei Dutzend Produktionen.

## Filmografie
- 1963: Hafenpolizei (Fernsehserie, eine Folge)
- 1965: Gestatten, mein Name ist Cox (Fernsehserie, eine Folge)
- 1966: Intercontinental Express (Fernsehserie, eine Folge)
- 1966: Lautlose Jagd (Fernsehserie, eine Folge)
- 1966–1967: Cliff Dexter (Fernsehserie, 13 Folgen)
- 1967: Gertrud Stranitzki (Fernsehserie, eine Folge)
- 1968: Großer Mann was nun? (Fernsehserie, eine Folge)
- 1968: Anker auf und Leinen los! (Fernsehserie, eine Folge)
- 1969: Percy Stuart (Fernsehserie, eine Folge)
- 1971: St. Pauli Nachrichten: Thema Nr. 1
- 1971: Haifischbar (Fernsehserie, eine Folge)
- 1971: Frei nach Mark Twain (Fernsehserie, eine Folge)
- 1972: Lehrmädchen-Report
- 1973: Urlaubsgrüße aus dem Unterhöschen
- 1974: Wenn die prallen Möpse hüpfen
- 1974: Alpenglüh’n im Dirndlrock
- 1974: Charlys Nichten
- 1974: Laß jucken, Kumpel 3. Teil – Maloche, Bier und Bett
- 1974: Unterm Röckchen stößt das Böckchen (Unterm Rockchen Das Bockn)
- 1974: Ach jodel mir noch einen
- 1974: Wo der Wildbach durch das Höschen rauscht
- 1974: Zwei Rebläuse auf dem Weg zur Loreley (Zwei Reblause Auf Dem Weg Zur Loreley)
- 1975: Feuchte Träume, heiße Betten (Inn Of 1000 Sins)
- 1975: Wenn Mädchen zum Manöver blasen
- 1978: Das Wirtshaus der sündigen Töchter